# Psychotria plocamipes
Psychotria plocamipes är en måreväxtart som beskrevs av Herbert Fuller Wernham. Psychotria plocamipes ingår i släktet Psychotria och familjen måreväxter. Inga underarter finns listade i Catalogue of Life.